# XXVI Cumbre Iberoamericana
La XXVI Cumbre Iberoamericana de Jefes de Estado y de Gobierno se llevó a cabo en la ciudad de Antigua Guatemala, Guatemala, entre el  15 y 16 de noviembre de 2018 bajo el lema “Una Iberoamérica próspera, inclusiva y sostenible”.
Participaron 17 jefes de Estado, con la finalidad de mejorar la vida de las personas de cada uno de ellos, por medio de la cooperación y concertación de acciones que se enmarcan en 30 programas de cooperación, que apoyan el desarrollo, la educación, salud y nutrición, programas para la juventud y la mujer, becas para los estudiantes, programas en ciencia y tecnología, emprendimientos y cooperación de  empresarios, entre otros.

## Líderes que asistieron

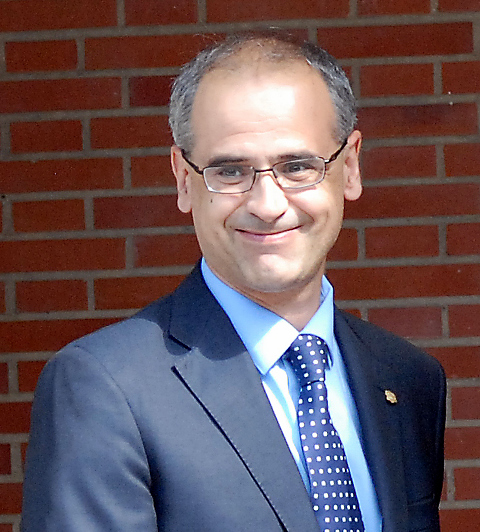
Andorra Antoni Martí, Jefe del Gobierno
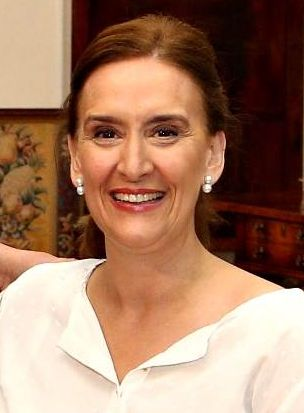
Argentina Gabriela Michetti, Vicepresidenta
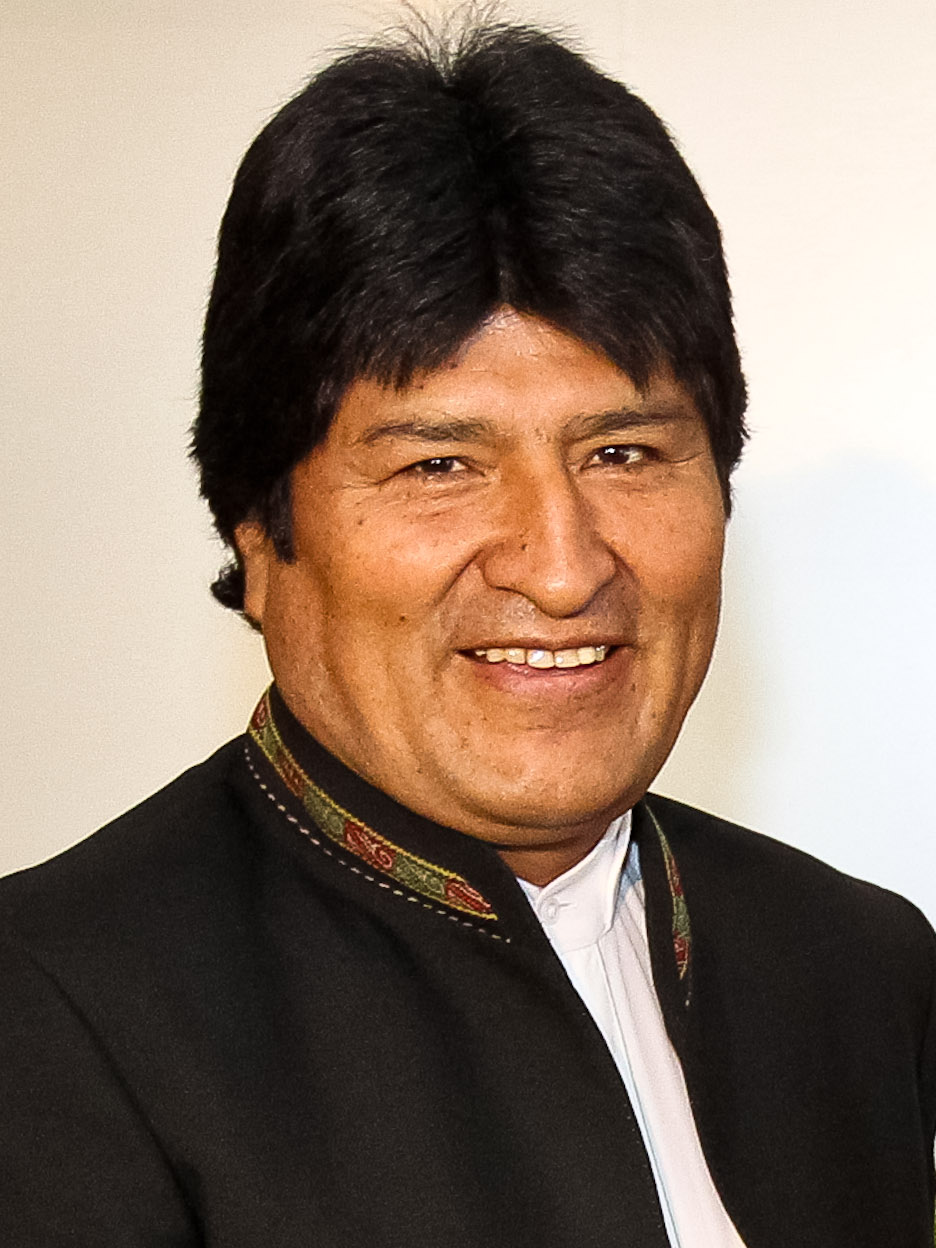
Bolivia Evo Morales, Presidente
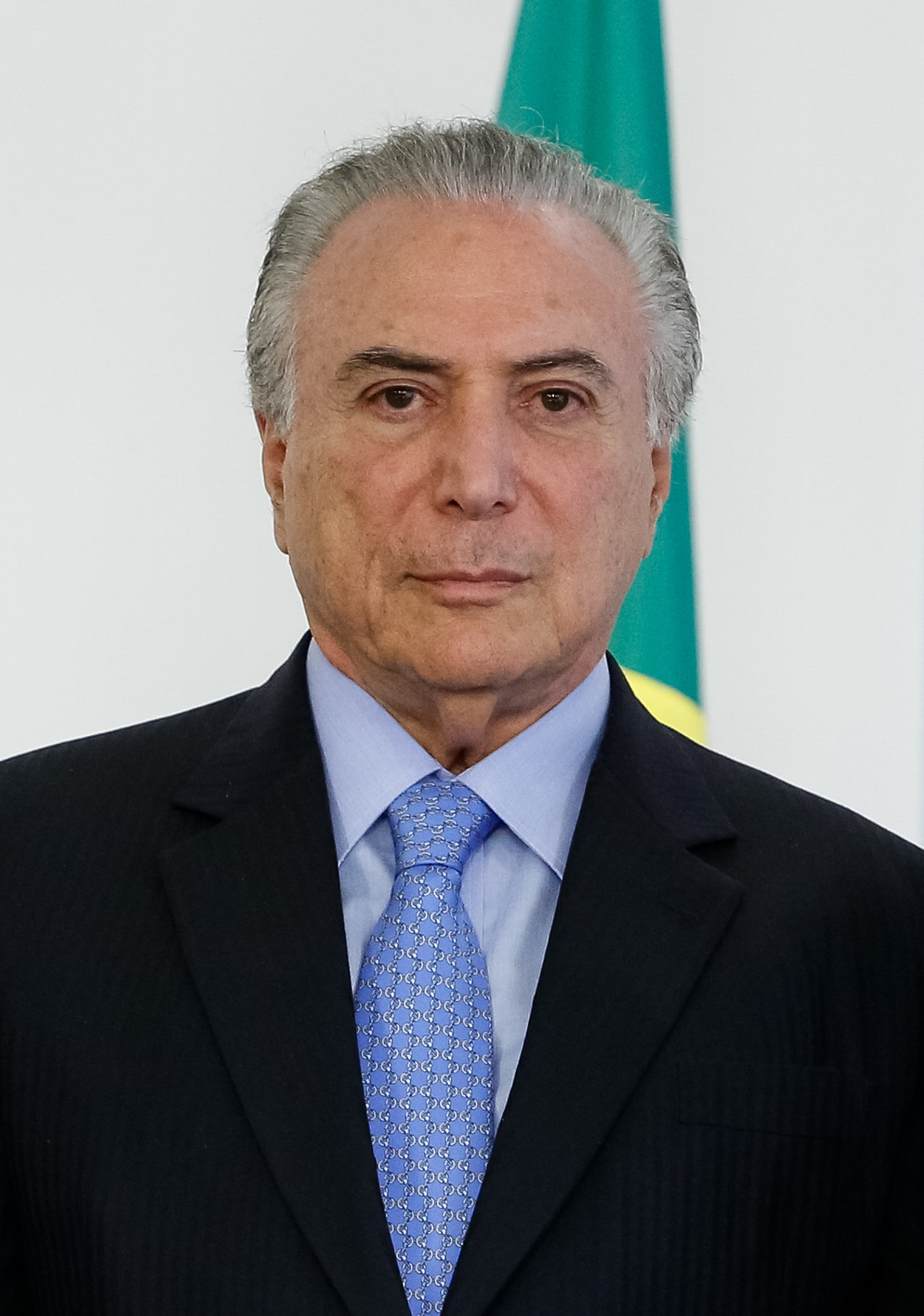
Brasil Michel Temer, Presidente
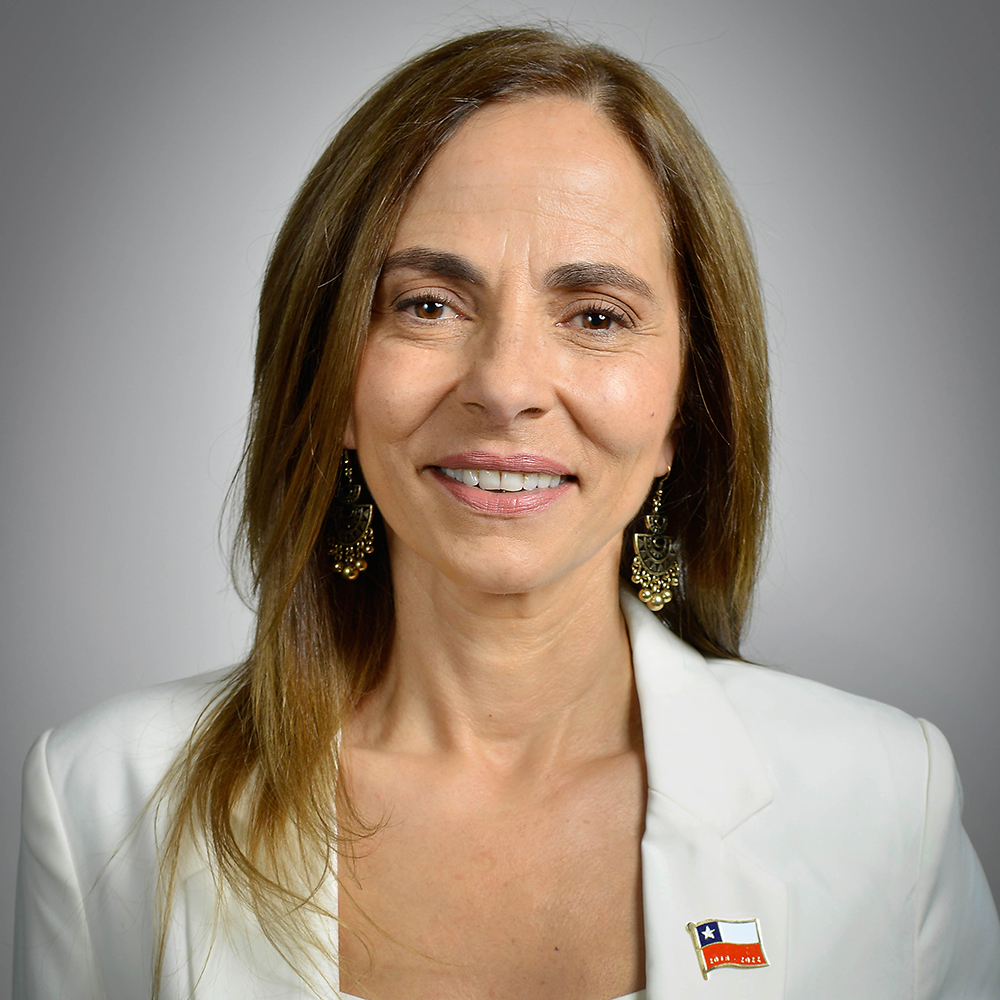
Chile Isabel Plá, Ministra de la Mujer y la Equidad de Género
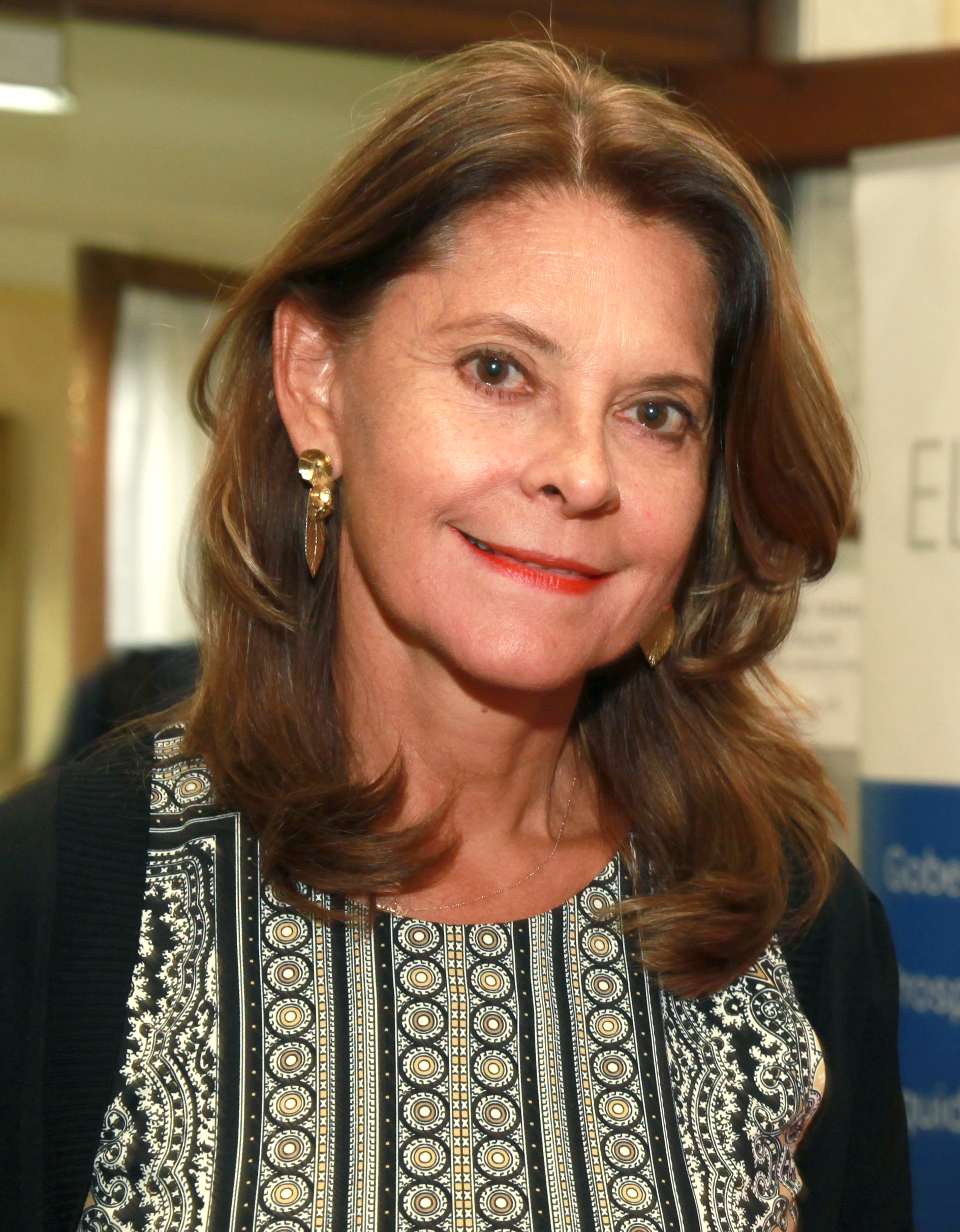
Colombia Marta Lucía Ramírez, Vicepresidenta
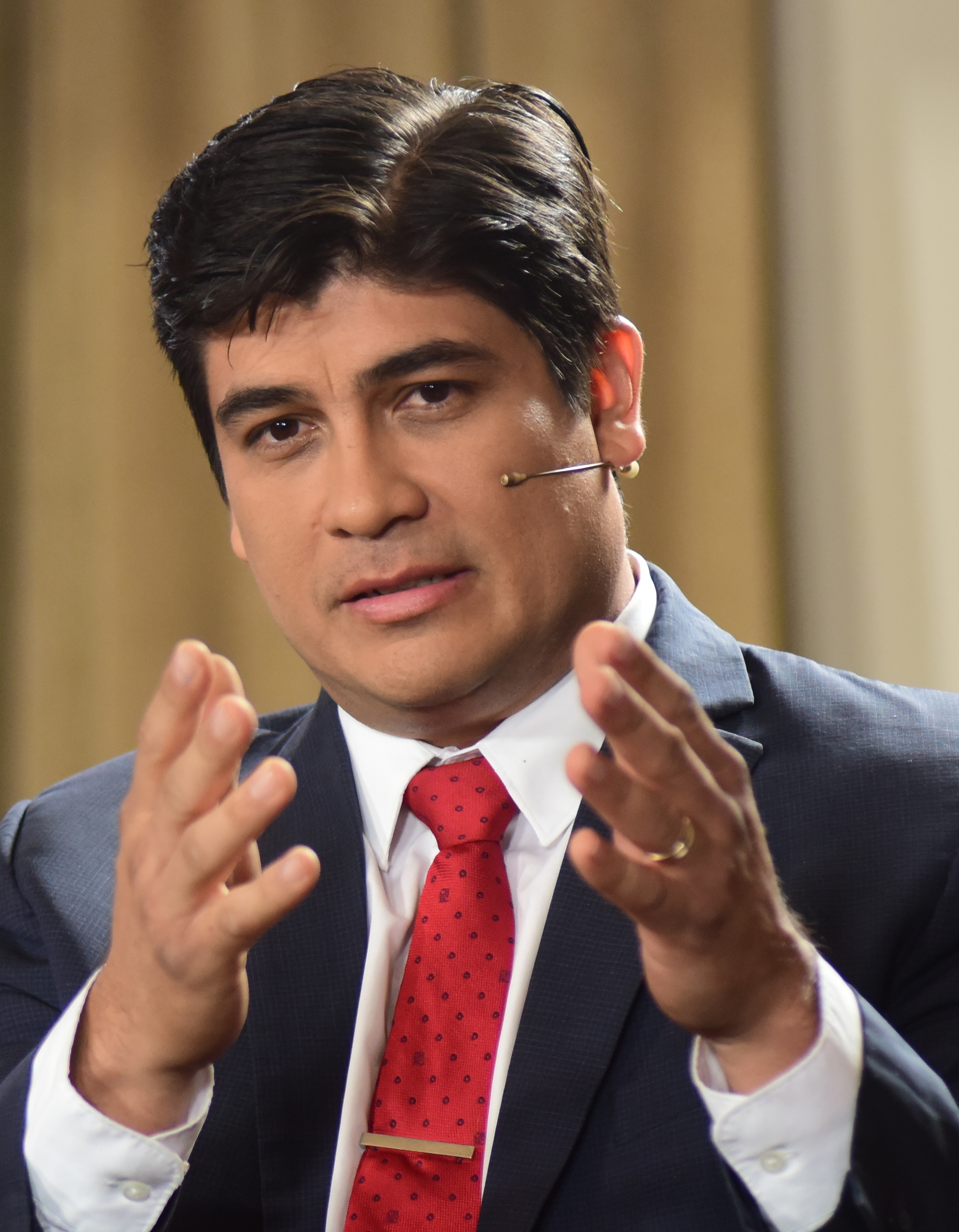
Costa Rica Carlos Alvarado Quesada, Presidente
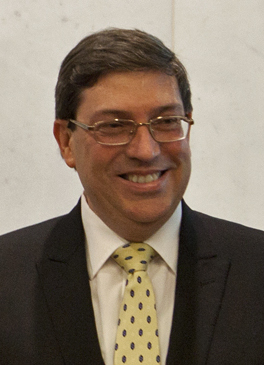
Cuba Bruno Rodríguez Parrilla, Ministro de Relaciones Exteriores
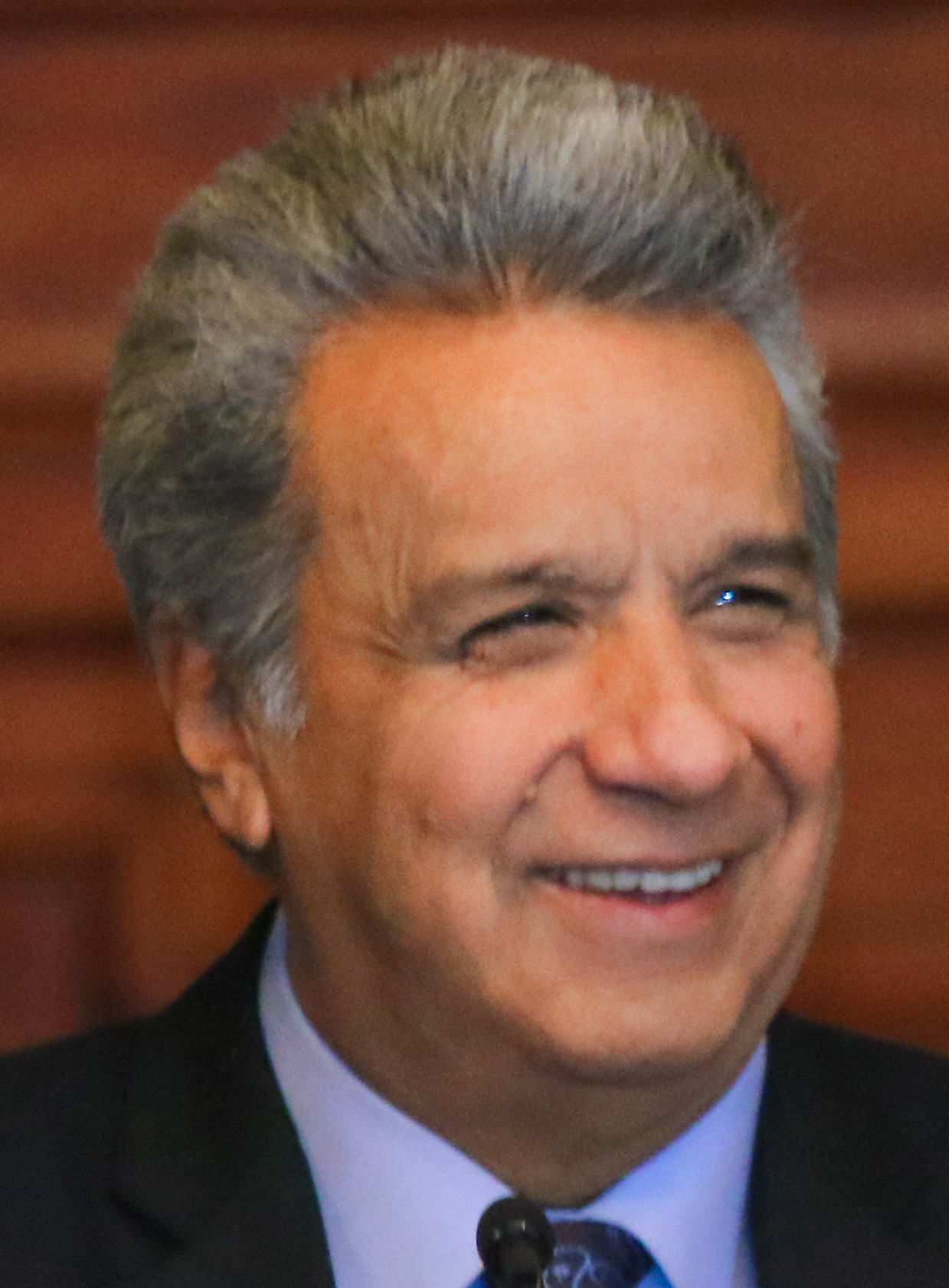
Ecuador Lenín Moreno, Presidente
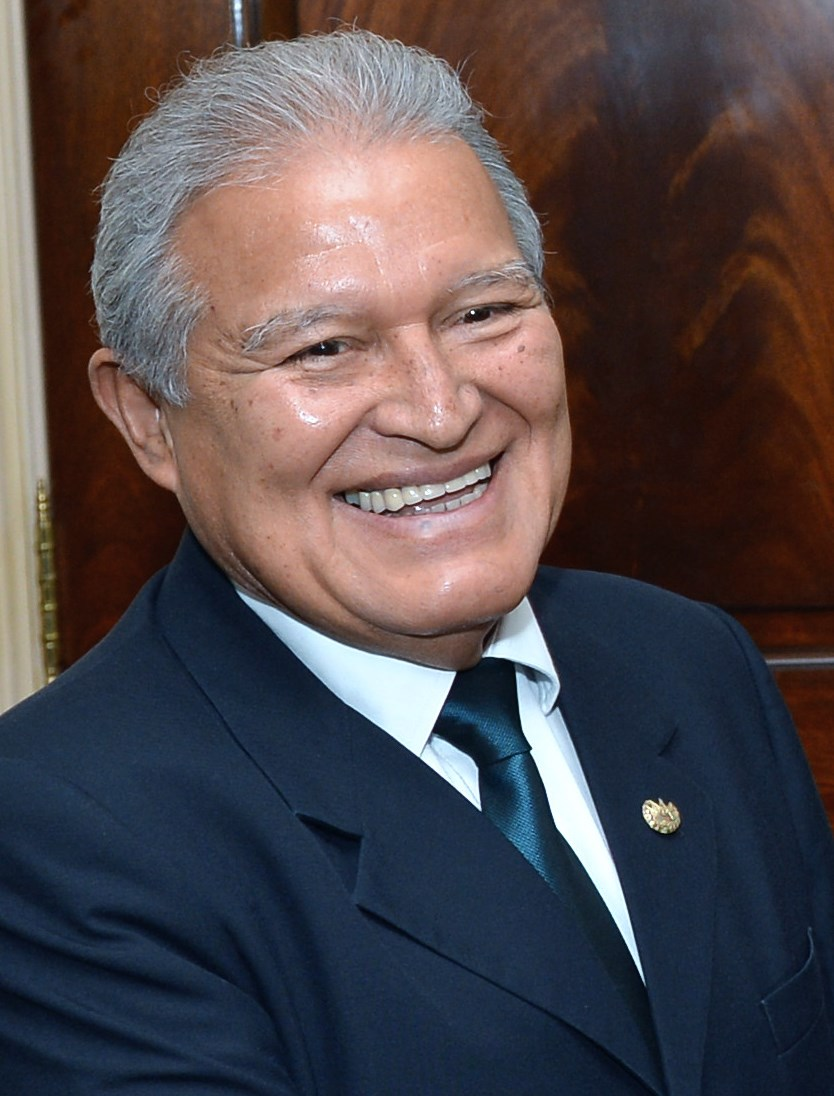
El Salvador Salvador Sánchez Cerén, Presidente
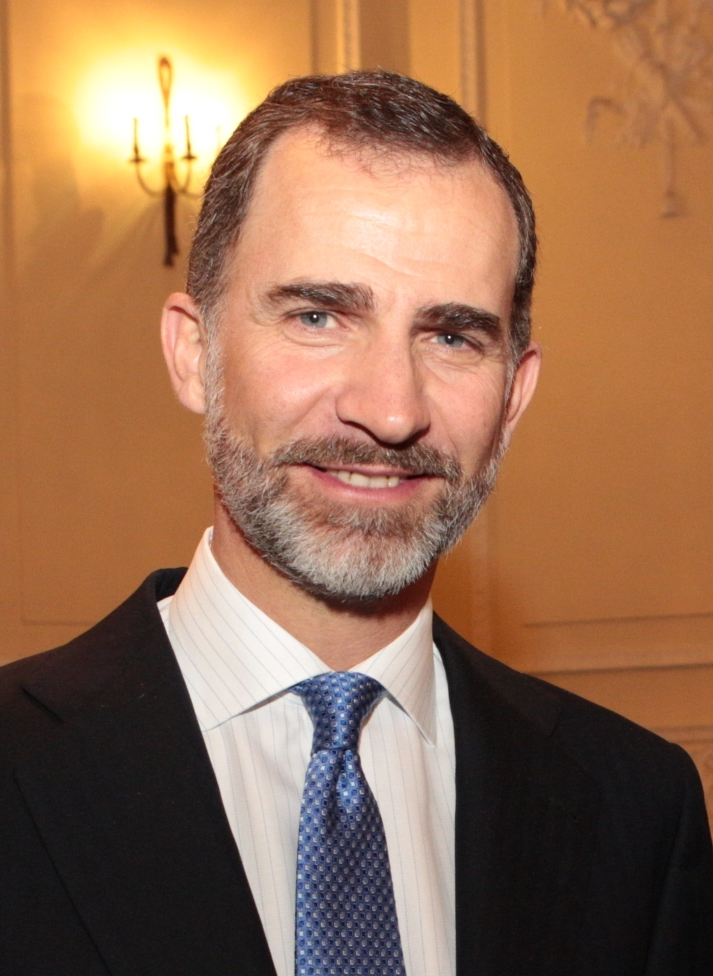
España Felipe VI, Rey
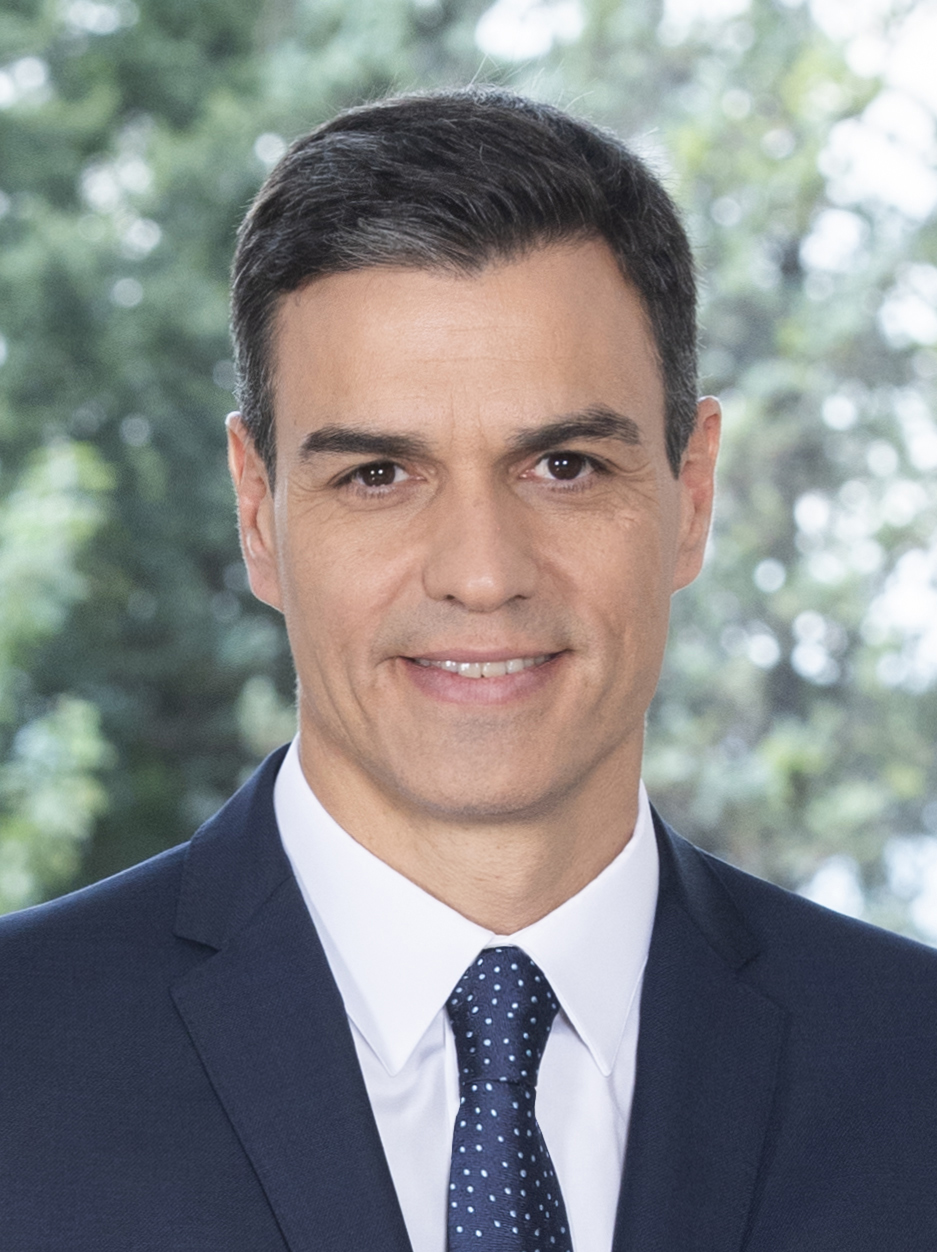
España Pedro Sánchez, Presidente del Gobierno
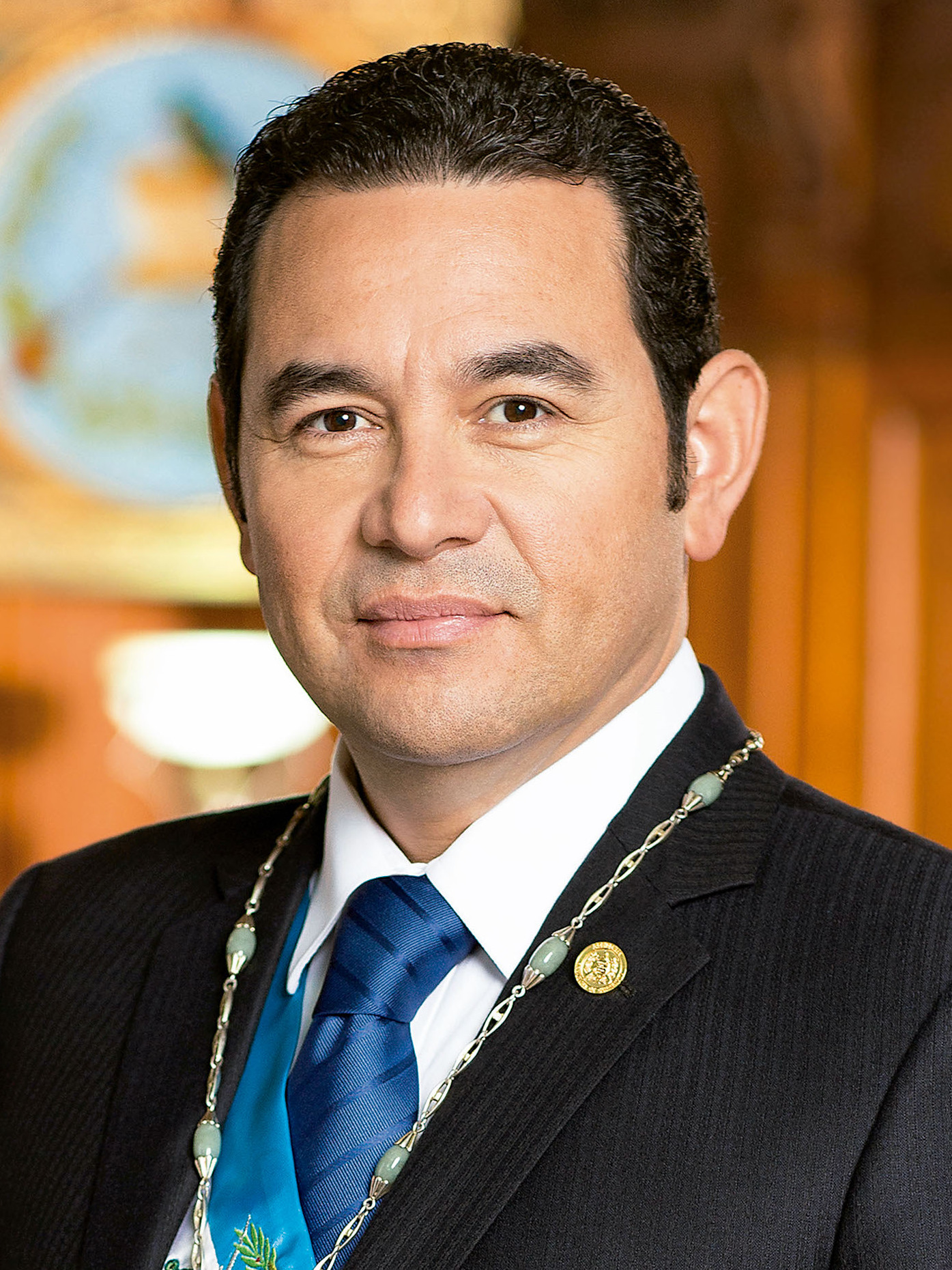
Guatemala Jimmy Morales, Presidente (anfitrión)
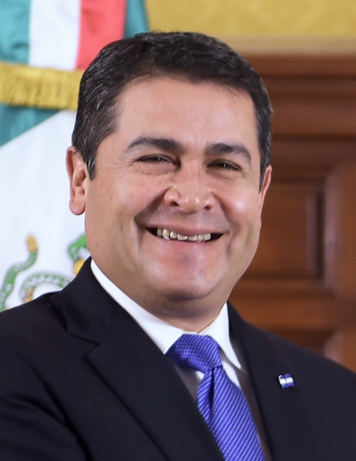
Honduras Juan Orlando Hernández, Presidente
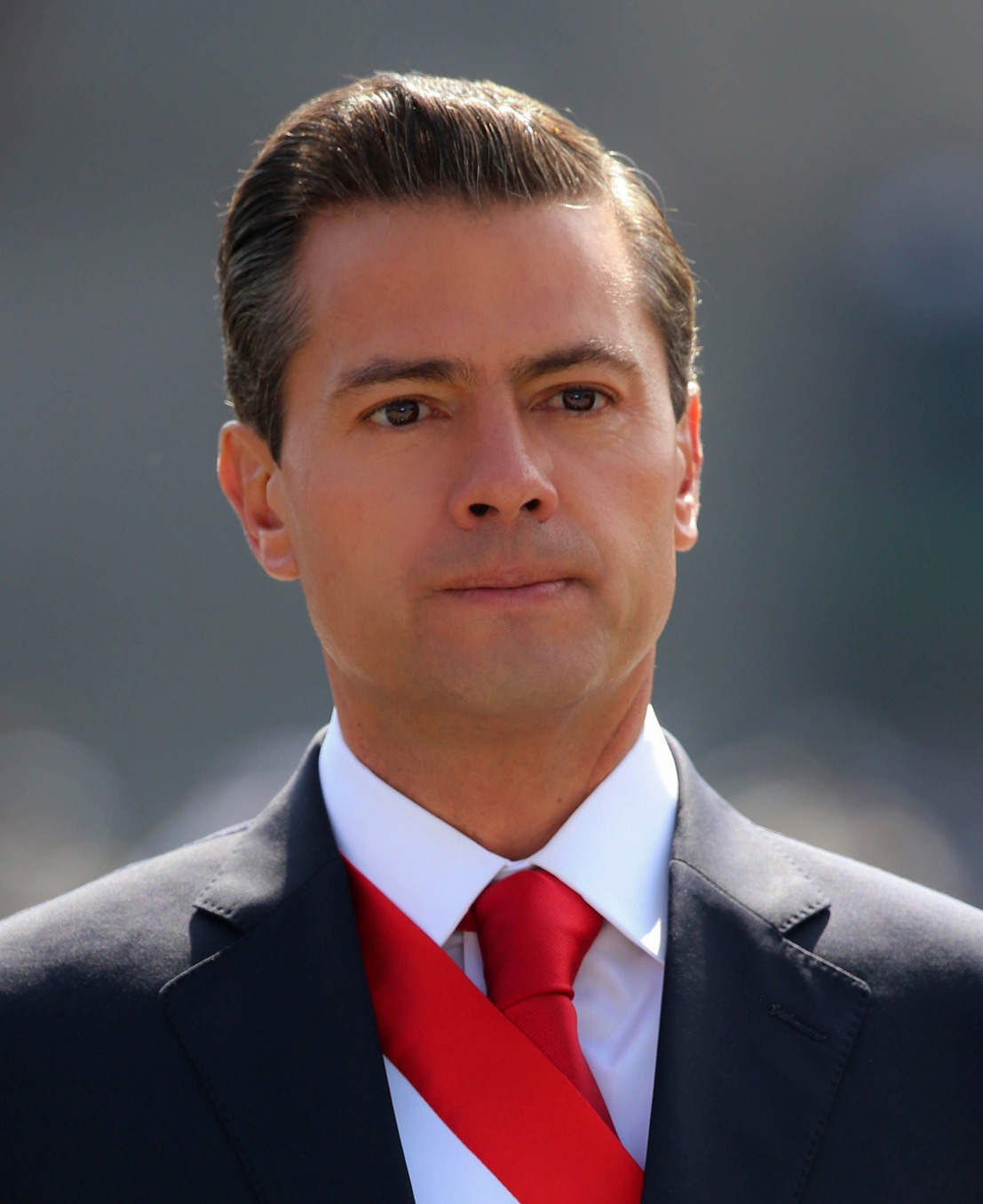
México Enrique Peña Nieto, Presidente
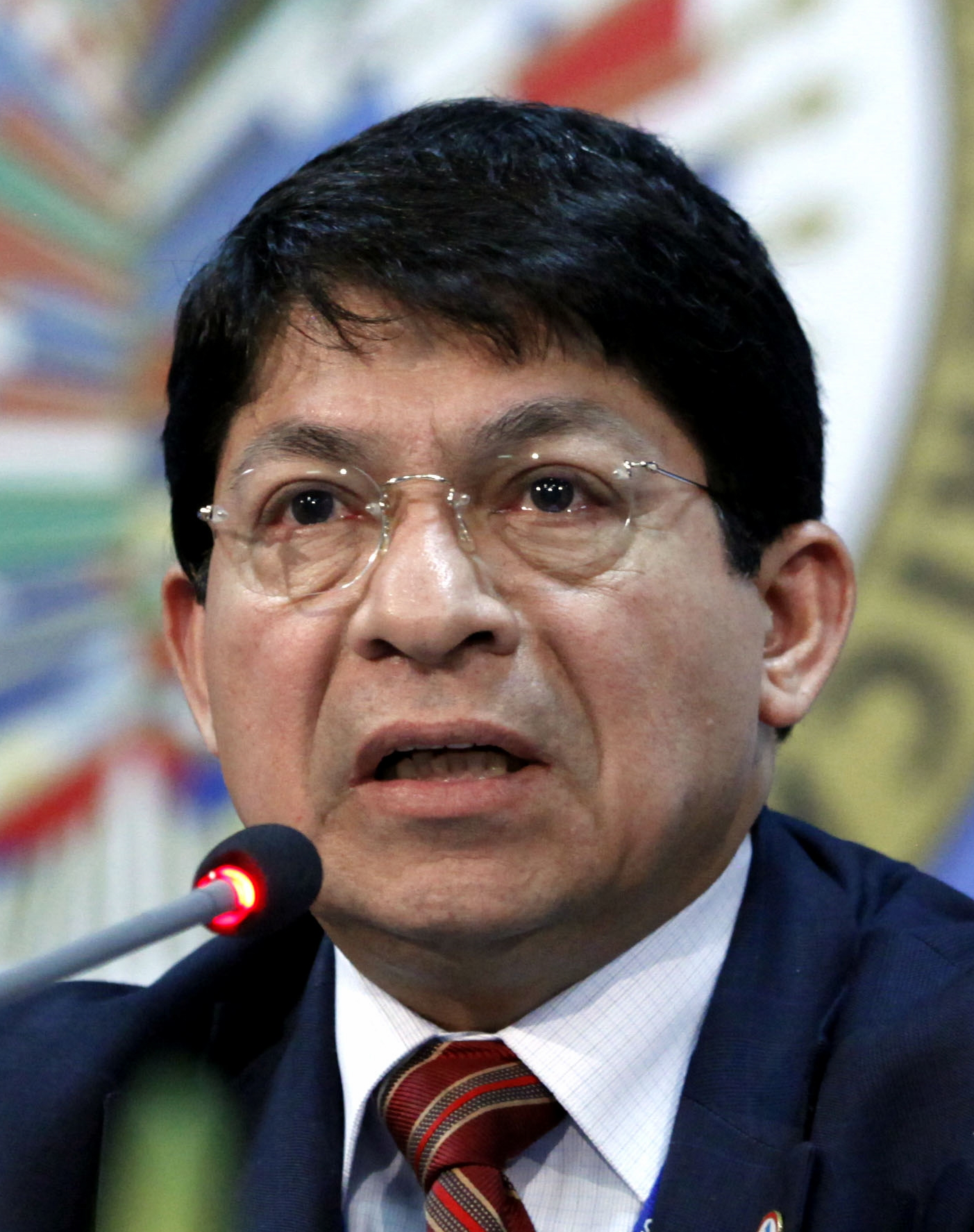
Nicaragua Denis Moncada, Canciller
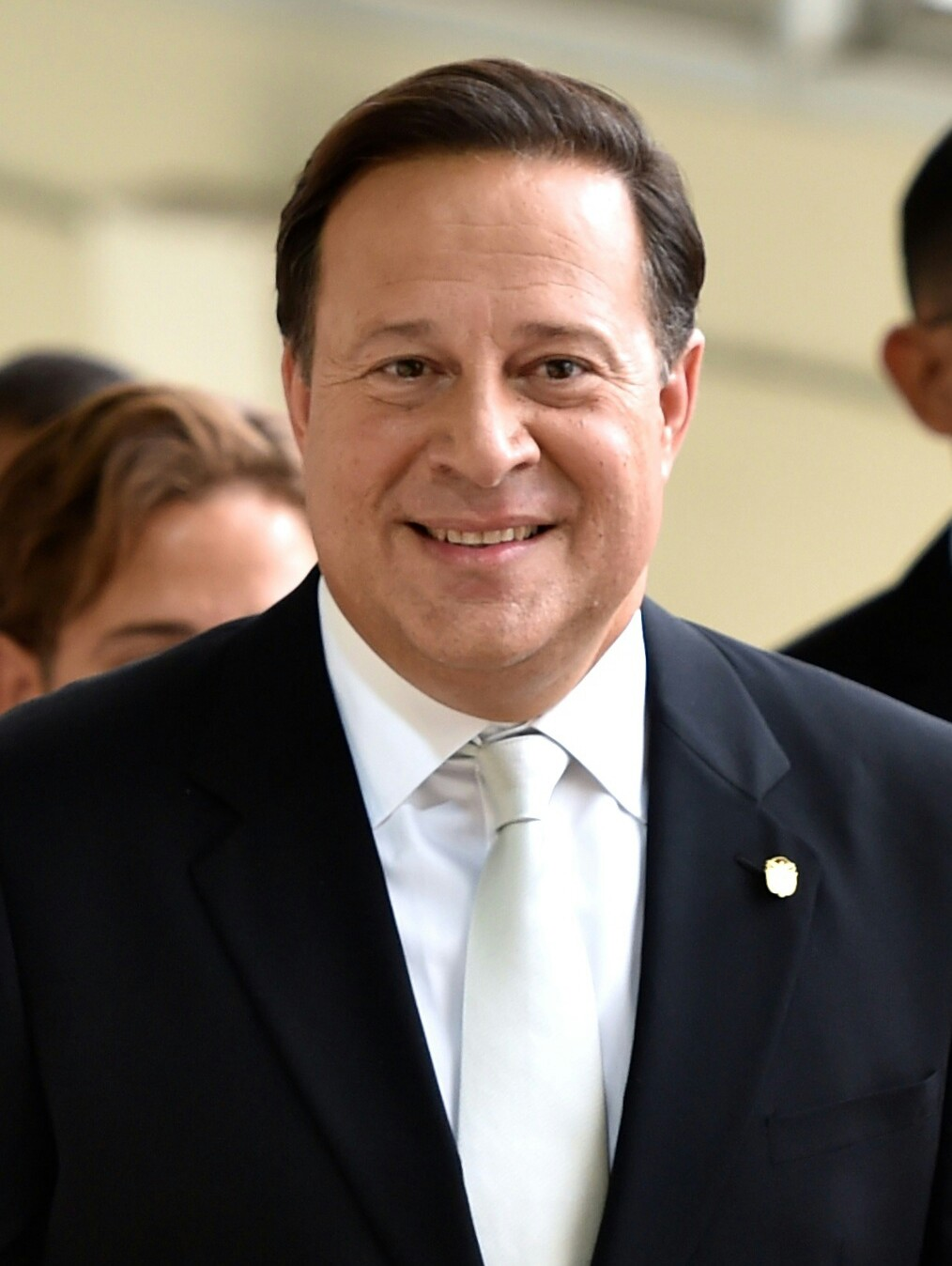
Panamá Juan Carlos Varela, Presidente
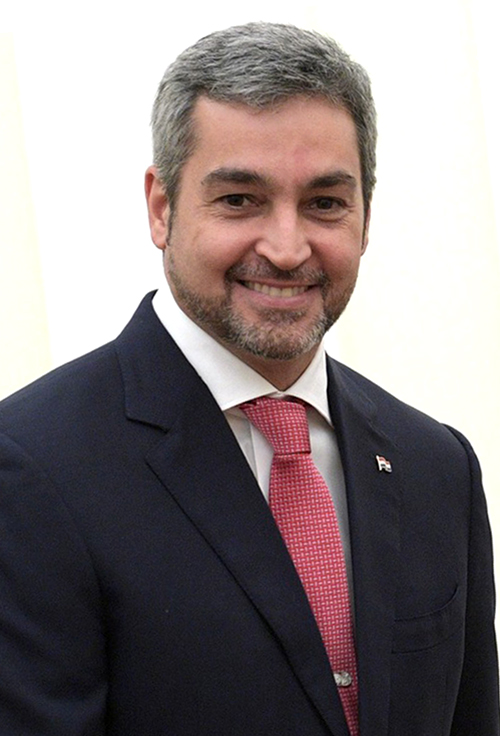
Paraguay Mario Abdo Benítez, Presidente
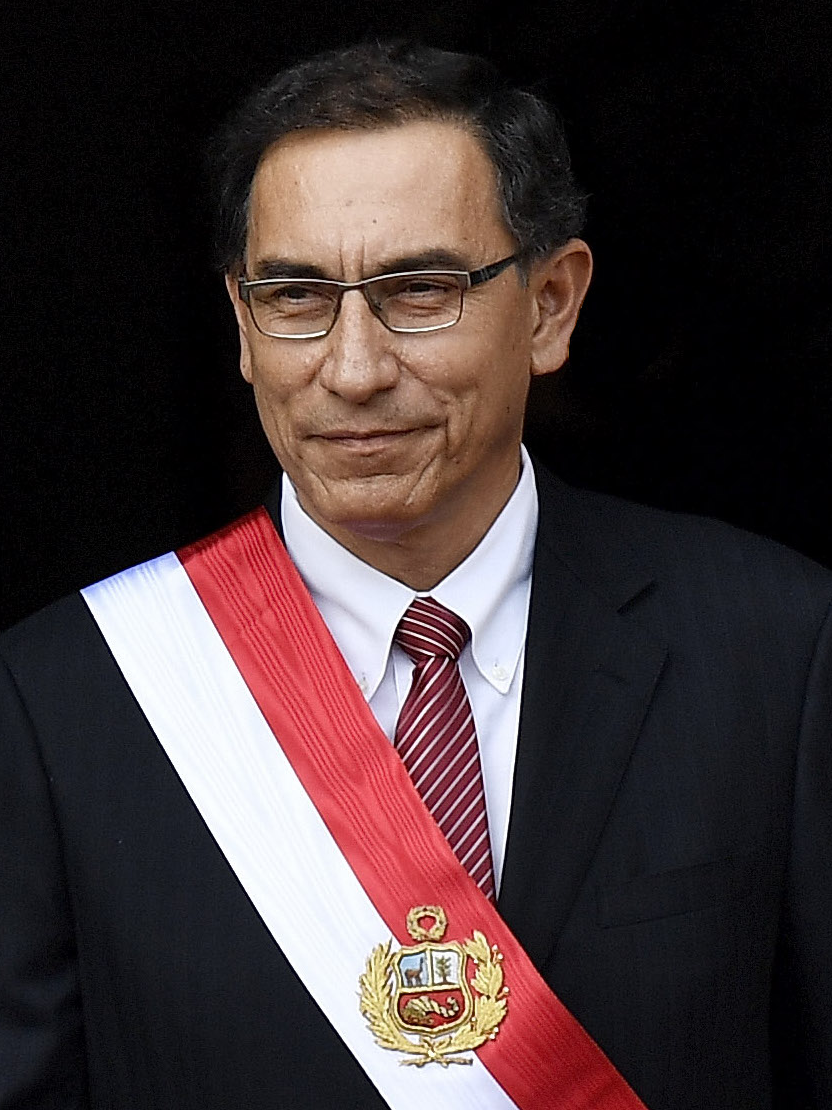
Perú Martín Vizcarra Cornejo, Presidente
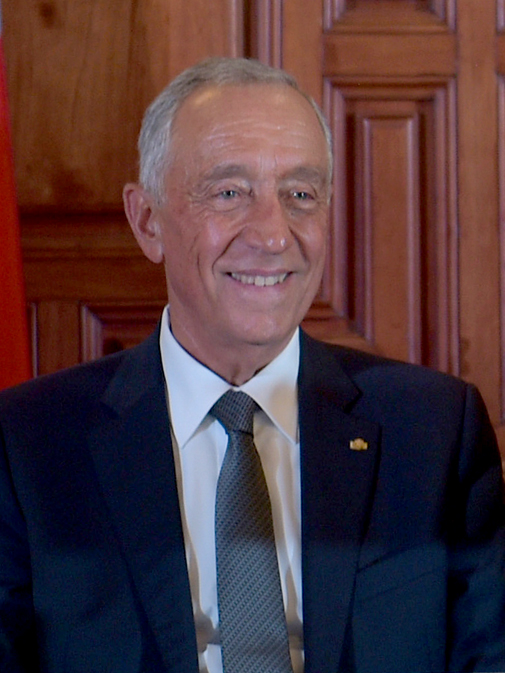
Portugal Marcelo Rebelo de Sousa, Presidente
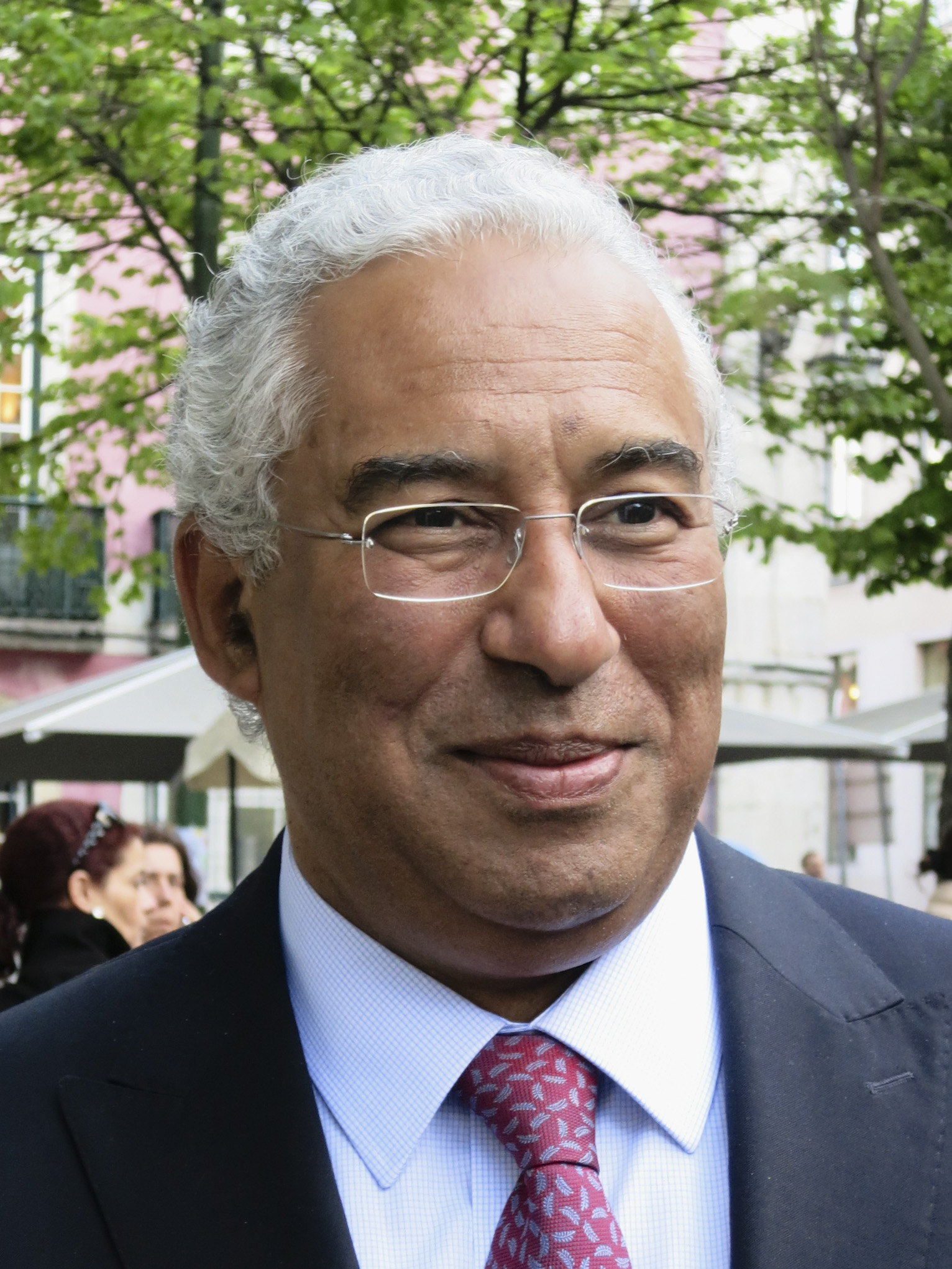
Portugal António Costa, Primer Ministro
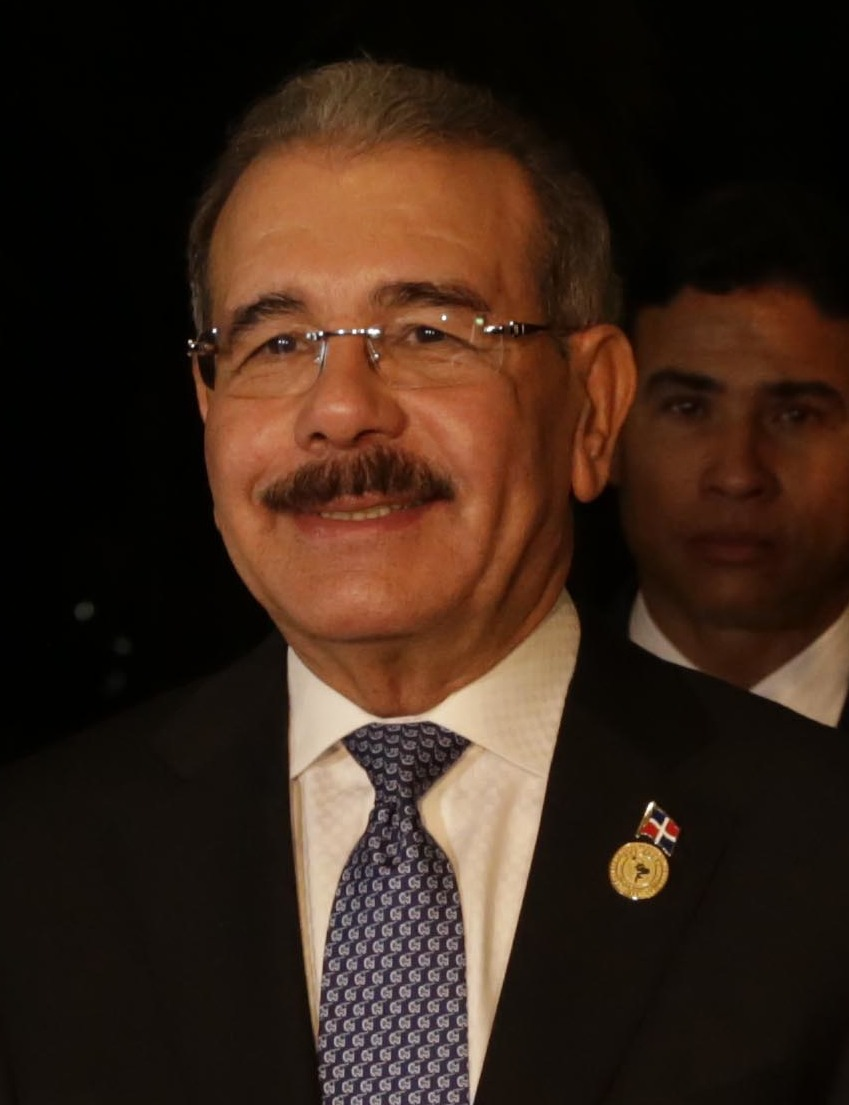
República Dominicana Danilo Medina, Presidente
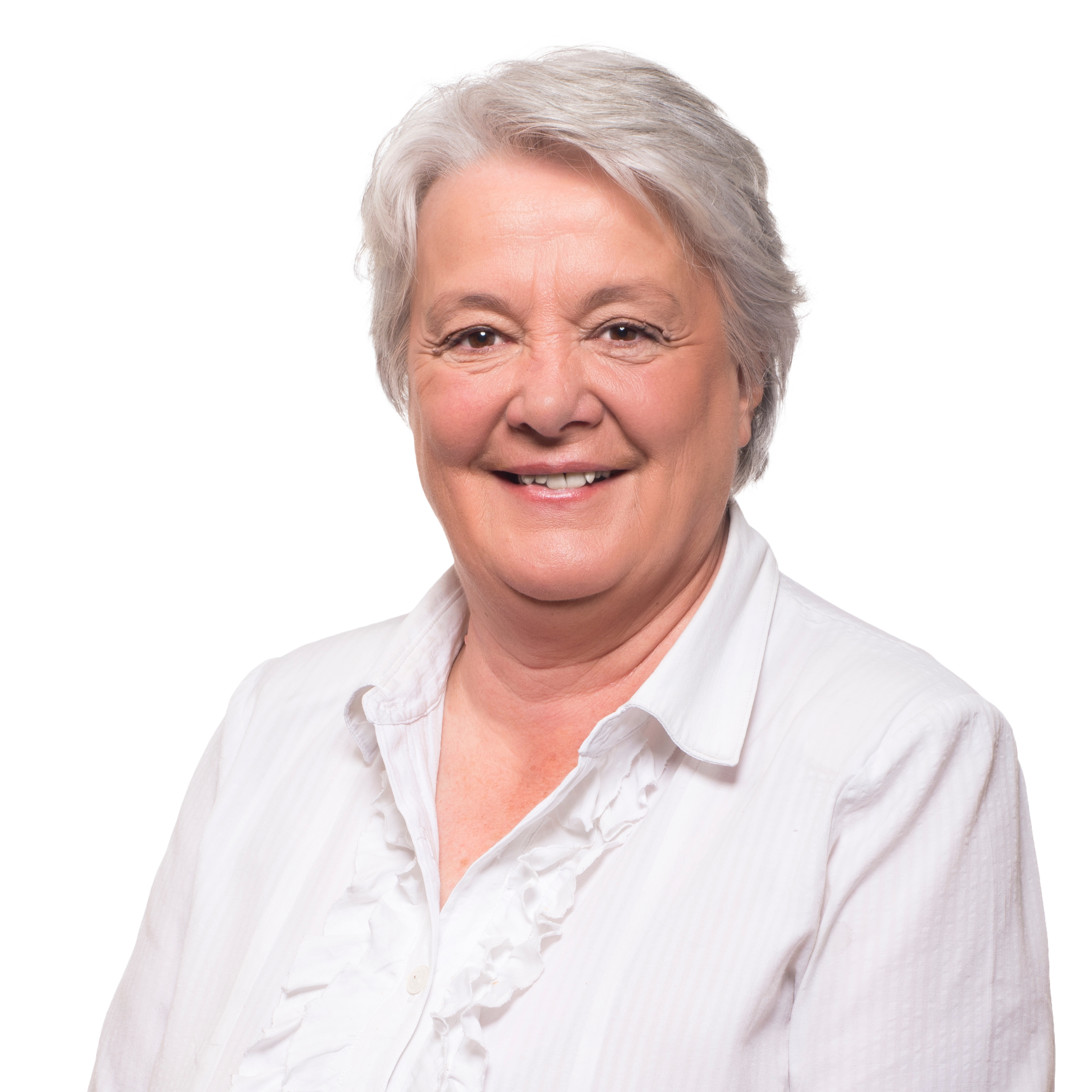
Uruguay Lucía Topolansky, Vicepresidenta
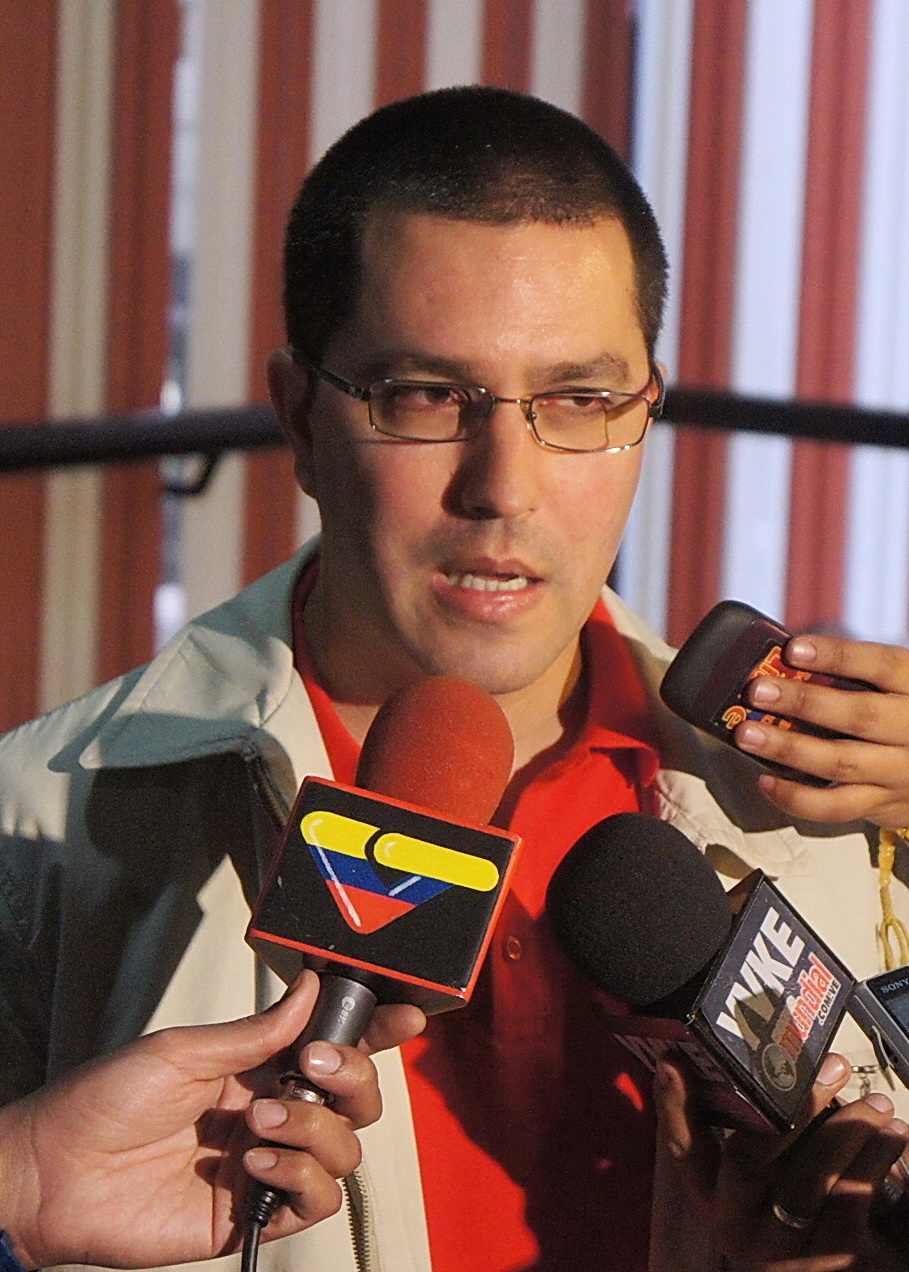
Venezuela Jorge Arreaza, Canciller